# چراغلی، شماخی
چراغلی (به لاتین: Çıraqlı) یک منطقه مسکونی در جمهوری آذربایجان است که در شهرستان شماخی واقع شده است. چراغلی ۲۴۲ نفر جمعیت دارد.